# História da Literatura Ocidental
História da Literatura Ocidental é uma obra de crítica literária editada ora em quatro volumes, ora em dez, do austro-brasileiro Otto Maria Carpeaux no princípio da década de 1940 e lançada em 1959. Escrita em pouco mais de um ano e meio, é uma das mais importantes obras de história da literatura publicadas no Brasil.

## Crítica e premiações
No final do século XX, o jornal Folha de S.Paulo reuniu especialistas para escolher as cem melhores obras de não-ficção do século XX e a História da Literatura Ocidental de Carpeaux alcançou o 18.º lugar, sendo o único livro escrito por um brasileiro, além de Os Sertões, de Euclides da Cunha, a fazer parte da lista. A obra recebeu o prêmio Jabuti de melhor livro de crítica literária.

## Edições
A obra foi publicada primeiramente em 1959 em nove volumes, pela Edições O Cruzeiro, lançada por Herberto Sales. A segunda edição, revisada e atualizada pelo próprio autor, foi lançada pela Editorial Alhambra em 1978. Em 2008 o Senado Federal publicou em formato físico e digital a terceira edição, dividida em 4 volumes, em 2011 a História da Literatura Ocidental teve uma edição de bolso, relançada em uma parceria entre a Editora Leya e a Livraria Cultura. Mais recentemente, em 2021, a Editora Sétimo Selo lançou uma caixa que traz a obra em três volumes.

## Conteúdo
Tomando como referência e edição lançada pelo Senado Federal em 4 tomos, na primeira parte de sua História da Literatura Ocidental, Carpeaux parte da Antiguidade greco-latina, passando pela Idade Média e analisando o Renascimento e a Reforma.
A segunda parte foi chamada, pelo poeta Carlos Drummond de Andrade, “livro-chave essencial", e abrange barroco, classicismo, neobarroco, classicismo racionalista e o pré-romantismo ocidentais. Carpeaux analisa a poesia, o teatro, a epopeia e o romance picaresco de autores como Cervantes, Góngora, Shakespeare e Molière.
A terceira parte refere-se ao romantismo e segue até os tempos atuais. Nele Carpeaux analisa também os brasileiros como José de Alencar, Castro Alves, Álvares de Azevedo e Machado de Assis, além do realismo e o naturalismo. Aqui Carpeaux ainda abrange Balzac, Machado, Eça, Tolstoi, Zola, Dostoievski, Melville, Baudelaire, e mais Aluísio Azevedo, Augusto dos Anjos, Graça Aranha e Mário de Andrade, entre tantos autores; bem como a transformação social com o aparecimento do marxismo.
O último e quarto volume traz uma densa análise sobre a atmosfera intelectual, social e literária do fim do século XX com o surgimento do simbolismo, além de um esboço das tendências contemporâneas. Carpeaux encerra dessa forma sua magnum opus, com uma extensa analise em profundidade dos demais diversos autores.

## Capítulos
PARTE I - A Herança

Capítulo I  - A literatura grega

Capítulo II - O mundo romano

Capítulo III - O cristianismo e o mundo (os Padres da Igreja e a liturgia)
PARTE II - O Mundo Cristão

Capítulo I - A fundação da Europa (Literatura anglo-saxônica. A literatura edda. Epopeias e “matières”. Literatura monacal)

Capítulo II - O universalismo cristão (Literatura latina medieval)

Capítulo III - A literatura dos castelos e das aldeias (Canções e baladas populares. Poesias das cortes. O mundo dos “romances”)

Capítulo IV - Oposição, burguesa e eclesiástica (Literatura satírica. Os franciscanos)
PARTE III - A Transição

Capítulo I - O “Trecento” (Dante, Petrarca, Boccaccio)

Capítulo II - Realismo e misticismo (“Roman de la rose”. Chaucer. Crônicas. Místicos. O teatro medieval)

Capítulo III - O outono da Idade Média (Literatura “flamboyant”)
PARTE IV - Renascença e Reforma

Capítulo I - O “Quattrocento” (Os humanistas italianos)

Capítulo II - O “Cinquecento” (A literatura italiana do século XVI)

Capítulo III - Renascença internacional (Renascença na França, Espanha, Inglaterra e outros países)

Capítulo IV - Renascença cristã (Erasmo e os humanistas cristãos. A reforma. Literatura protestante e anglicana)
PARTE V - Barroco e Classicismo

Capítulo I - O problema da literatura barroca

Capítulo II - Poesia e teatro da Contra-Reforma (Marinismo e gongorismo. Os jesuítas. Teatro espanhol)

Capítulo III - Pastorais, epopeias, epopeia herói-cômica e romance picaresco

Capítulo IV - O barroco protestante (Teatro elisabetano e jacobeu. Barroco luterano. Poesia metafísica. Literatura puritana)

Capítulo V - Misticismo e moralismo (Místicos espanhóis e franceses. Classicismo francês)

Capítulo VI - Antibarroco (Literatura oposicionista na Espanha e na França: de Cervantes até Molière)
PARTE VI - Ilustração e Revolução

Capítulo I - Origens neobarrocas (A arcádia e a poesia anacreôntica. Teatro da restauração. A ópera. Libertinismo literário. Livres-pensadores e racionalismo)

Capítulo II - Classicismo racionalista (Época augustiana. O século de Voltaire)

Capítulo III - O pré-romantismo (Nova poesia pastoril. Poesia da noite e dos túmulos. Metodismo. Romance epistolar e “gótico”. Ossian. Sentimentalismo e anti-sentimentalismo. Os enciclopedistas. Rousseau.)

Capítulo IV - O último classicismo (Classicismo alemão. Alfieri, Chénier, Jane Austen)
PARTE VII - O Romantismo

Capítulo I - Origens do romantismo (Primeiro romantismo alemão. Chateaubriand. Os poetas ingleses dos “lagos”. Lamartine)

Capítulo II - Romantismo e evasão (Scott e o romance histórico. Medievalismo e folclore. Poesia “pura”. Romantismo nórdico e russo)

Capítulo III - Romantismo em oposição (Byronismo. Radicais e utopistas. Transcendentalismo americano. (o século de Hugo. A época de Dickens)

Capítulo IV - O fim do romantismo (O movimento de Oxford. Os radicais franceses. Heine. Os começos do marxismo)
PARTE VIII - A Época da Classe Média

Capítulo I - Literatura burguesa (Balzac e o romance burguês. Literatura vitoriana. Os parnasianos)

Capítulo II - O naturalismo (A época de Zola. Darwinismo e fatalismo. Baudelaire e poesia de desespero)

Capítulo III - A conversão do naturalismo (Teatro escandinavo e romance russo. Movimento misticista. Romance psicológico)
PARTE IX - “Fin de Siècle” e depois

Capítulo I - O simbolismo  (Esteticismo. Poesia simbolista. Modernismo espanhol. Nietzsche)

Capítulo II - A época do equilíbrio europeu (Epigonismo literário entre 1900 e 1914)
PARTE X - Literatura e Realidade

Capítulo I - As revoltas modernistas (Boêmia internacional. Cubismo e modernismo francês. Imagismo. Futurismo. Expressionismo alemão. A Guerra Mundial. Freud, Joyce, Proust e O’Neil. Radicalismo espanhol. Dadaísmo e surrealismo).

Capítulo II - Tendências contemporâneas (Renascença do romance histórico. O movimento católico. Poesia pura. Existencialismo. Literatura proletária. Os russos soviéticos. A II Guerra Mundial e suas consequências).